# Murcia perlongum
Murcia perlongum är en kvalsterart som först beskrevs av Schweizer 1956.  Murcia perlongum ingår i släktet Murcia och familjen Ceratozetidae. Inga underarter finns listade i Catalogue of Life.